# Září 2017

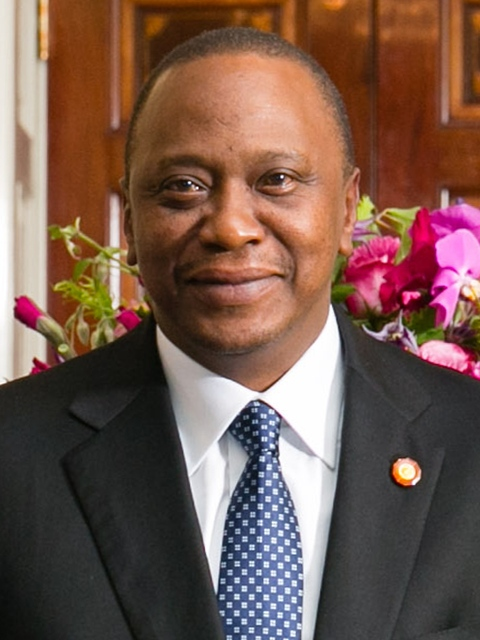
Uhuru Kenyatta

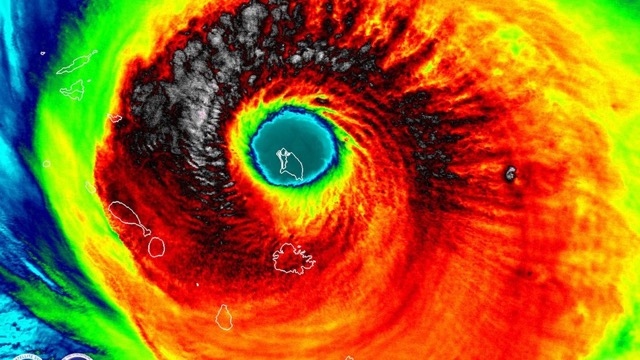
Barbuda v oku hurikánu Irma na snímku NASA

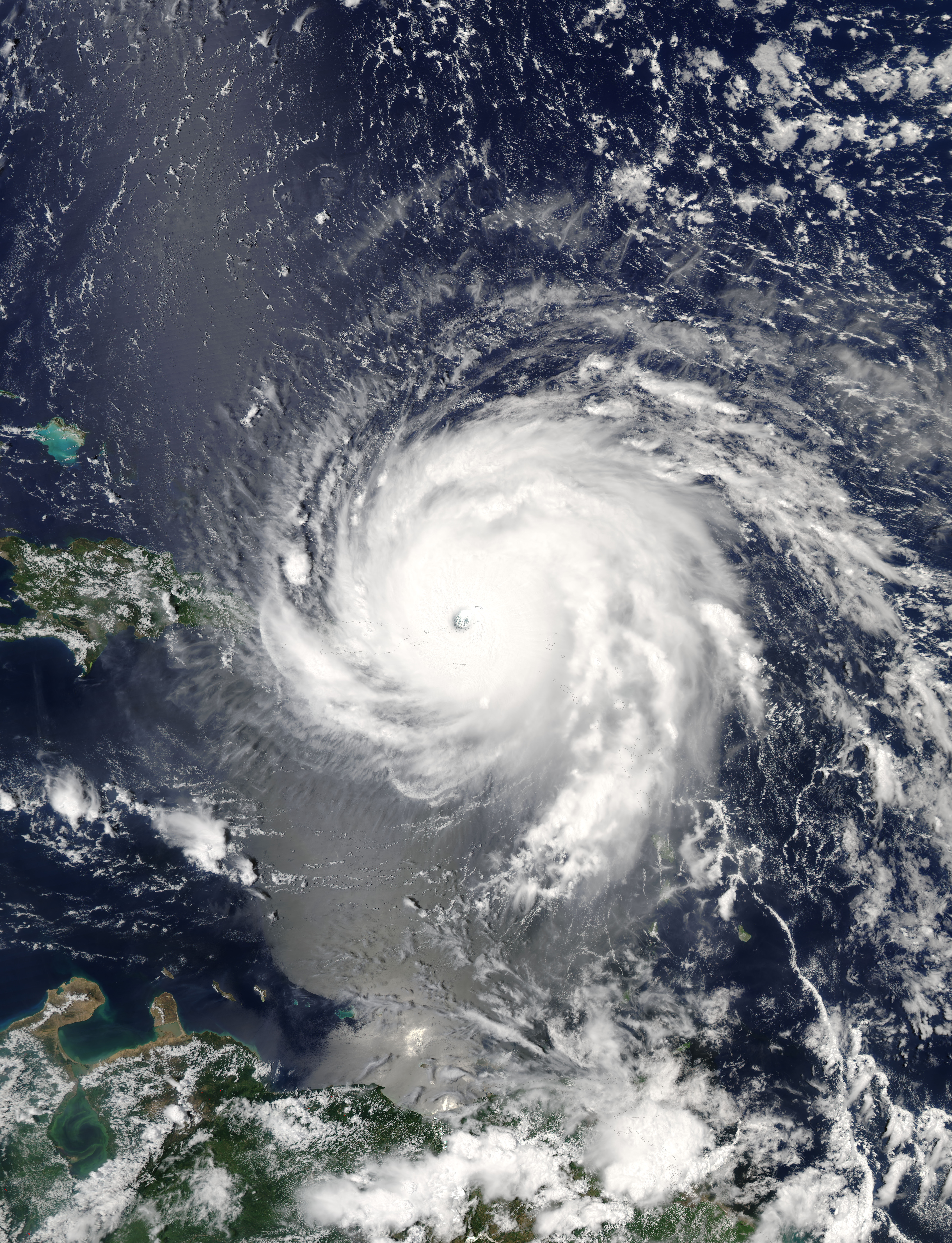
Hurikán Irma

Sonda Cassini

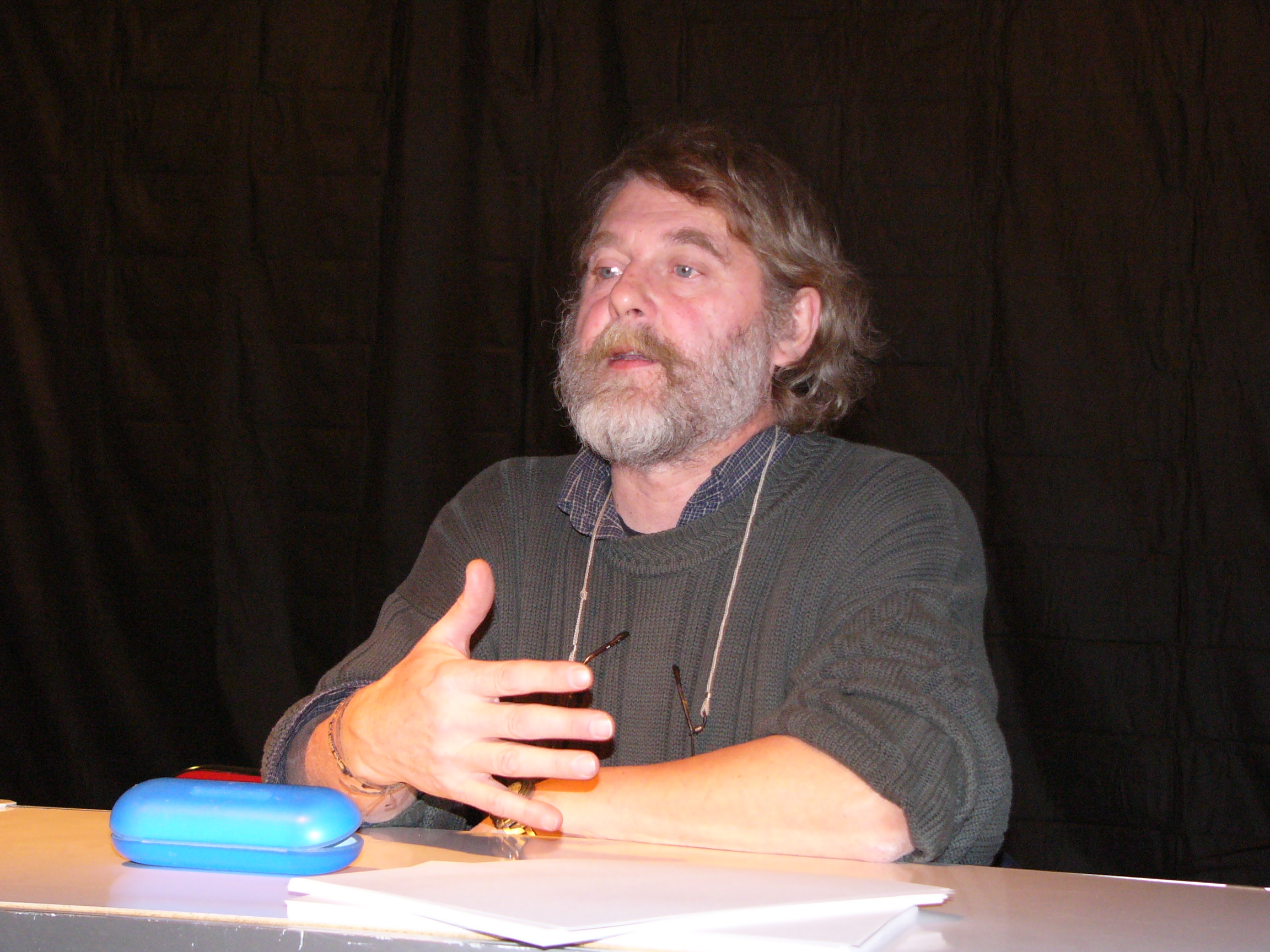
Petr Šabach

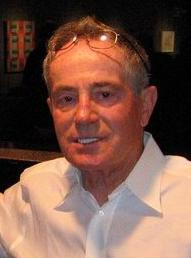
Jan Tříska

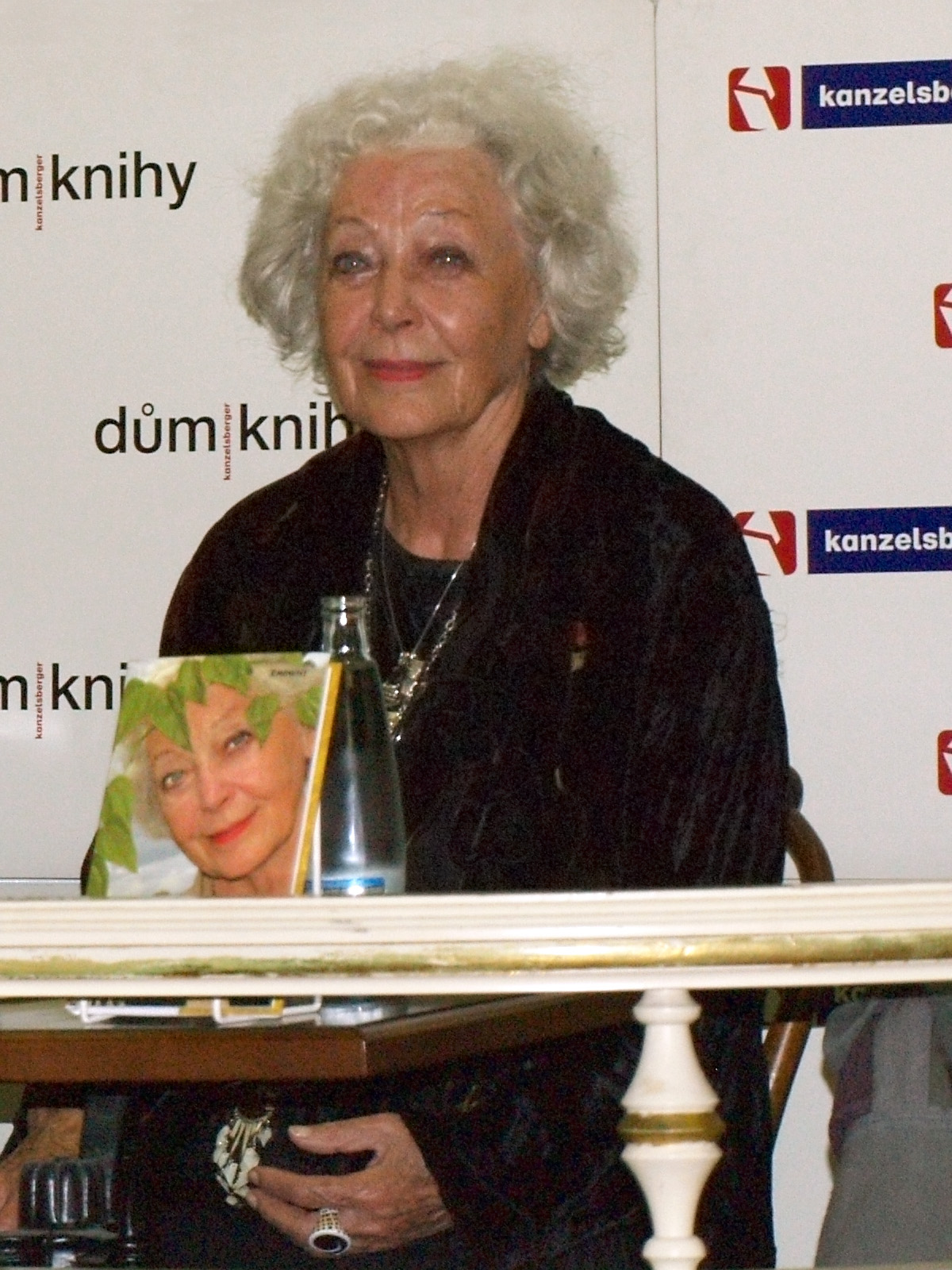
Květa Fialová

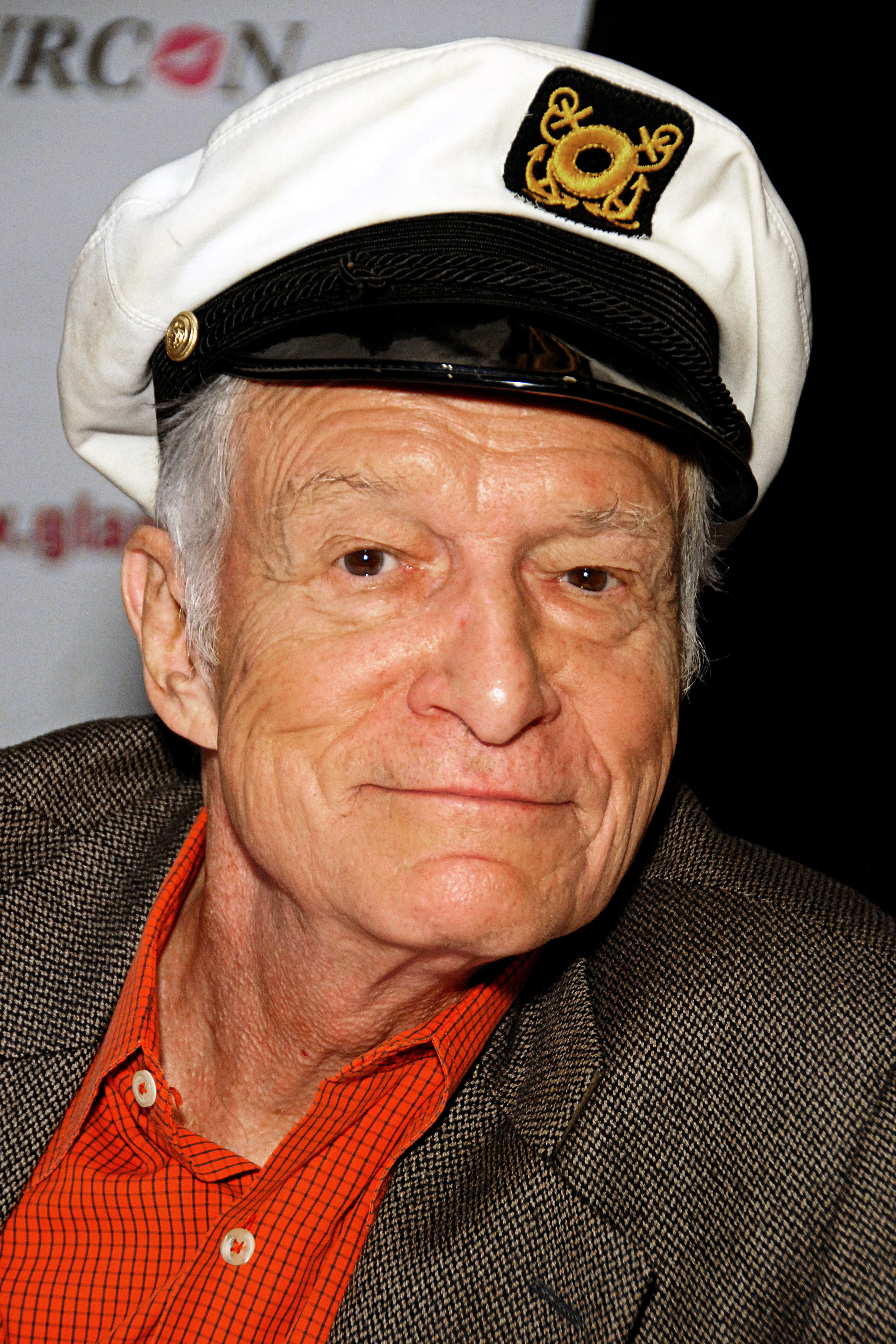
Hugh Hefner

1. září – pátek
 Keňský nejvyšší soud nařídil opakování prezidentských voleb, ve kterých zvítězil stávající prezident Uhuru Kenyatta.
 Ve věku 83 let zemřel Vladimír Brabec, český herec.
 Ruský prezident Vladimir Putin prohlásil, že neustálé zvyšování napětí a demonstrace síly mezi USA a Severní Koreu dovádějí svět na pokraj rozsáhlého válečného konfliktu a vyzval k diplomatickému řešení vzájemných sporů.
3. září – neděle
 Severní Korea provedla ve 12:00 místního času (3:30 UTC) pokusný podzemní výbuch vodíkové bomby o odhadované síle 100 kt.
4. září – pondělí
 Kolumbijská levicová povstalecká skupina ELN oznámila, že poprvé během padesátiletého konfliktu zahájí příměří s vládou.
5. září – úterý
 Ruský prezident Vladimir Putin podpořil vyslání mise „modrých přileb“ OSN na Donbas.
 Syrská arabská armáda prolomila tříleté obklíčení města Dajr az-Zaur samozvaným Islámským státem.
 Americký prezident Donald Trump zrušil exekutivní opatření chránící 800 000 nezletilých migrantů před deportací.
6. září – středa
 Přes ostrov Barbuda přešlo oko hurikánu Irma, poničeno bylo na 90 % obydlí a polovina obyvatel ostrova se ocitla bez domova.
 Poslanecká sněmovna Parlamentu České republiky schválila vydání poslanců hnutí ANO Andreje Babiše a Jaroslava Faltýnka k trestnímu stíhání.
 Organizace spojených národů zaznamenala 33 útoků chemickými zbraněmi, většinu z nich spojuje se syrskými ozbrojenými silami.
 Soudní dvůr Evropské unie zamítl žalobu Maďarska a Slovenska proti způsobu, kterým byly schváleny migrační kvóty.
7. září – čtvrtek
 Nejméně 90 lidí zahynulo při zemětřesení o síle 8,2 stupňů v mexickém státu Chiapas a okolí.
10. září – neděle
 V Astaně skončila výstava Expo 2017, účastnilo se 115 zemí a 22 mezinárodních organizací.
 Hurikán Irma (na obrázku) zasáhl Floridu poté, co v Karibiku usmrtil nejméně 38 lidí. Americký prezident Donald Trump vyhlásil na území státu stav přírodní katastrofy a šest milionů Američanů před bouří uprchlo.
 Nejméně 6 lidí zahynulo při záplavách v italském Livornu.
12. září – úterý
 Bangladéšská premiérka Šajch Hasína vyzvala Myanmar k vytvoření podmínek pro bezpečný návrat 313 000 rohinských uprchlíků. Příslušníci barmské muslimské minority jsou podle OSN terčem etnické čistky v Arakanském státě.
13. září – středa
 Halimah Yacobová byla zavolena první prezidentkou v dějinách Singapuru poté, co ji volební komise shledala jedinou způsobilou kandidátkou.
14. září – čtvrtek
 Zastupitelstvo hlavního města Prahy odvolalo svůj souhlas s využitím pozemků na Staroměstském náměstí pro instalaci Mariánského sloupu.
 Nejméně 50 lidi bylo zabito při dvojitém bombovém útoku Islámského státu ve městě Násiríja na jihu Iráku.
15. září – pátek
 Sonda Cassini (na obrázku) po dvacetileté misi řízeně zanikla v atmosféře Saturnu.
 Severní Korea provedla test mezikontinentální balistické rakety. Raketa přeletěla japonský ostrov Hokkaidó a dopadla 2000 kilometrů východně od jeho břehů.
 Ostrov Barbuda byl následkem hurikánu Irma po 300 letech kontinuálního osídlení zcela vylidněn.
 Nejméně 29 lidí bylo zraněno při výbuchu bomby ve stanici metra Parsons Green.
16. září – sobota
 Ve věku 66 let zemřel český spisovatel Petr Šabach autor knižní předlohy filmu Pelíšky.
18. září – pondělí
 Americké letectvo otevřelo permanentní vojenskou základnu v Negevské poušti.
 Irácký nejvyšší soud zakázal pořádání referenda o nezávislosti Iráckého Kurdistánu.
 Syrská arabská armáda překročila řeku Eufrat východně od města Dajr az-Zaur, čímž se dostala do přímého kontaktu se Syrskými demokratickými sílami.
 Nejvíce cen během 69. ročníku udílení Cen Emmy získal antiutopické drama Příběh služebnice a komediální seriál Viceprezidentka.
19. září – úterý
 Americký prezident Donald Trump během zasedání Valného shromáždění OSN pohrozil totálním zničením Severní Koreje.
 Zemětřesení o síle 7,1 Mw usmrtilo nejméně 42 lidí napříč centrálním Mexikem.
 Hurikán Maria zasáhl ostrovní stát Dominika a francouzský zámořský departement Guadeloupe.
 Příslušník Vojenské policie byl zabit při výbuchu ve sklepě vyškovských kasáren.
 Španělská policie zabavila volební lístky pro referendum o nezávislosti Katalánska.
21. září – čtvrtek
 Syrská občanská válka: Ruské letectvo zahájilo nálety na města v syrské provincii Idlib poté, co bojovníci Džabhat Fatah aš-Šám zaútočili na vládní pozice v provincii Hamá.
 Irácká armáda zahájila ofenzivu proti Islámskému státu v okolí města Havídža. Pokračuje rovněž ve vojenských operacích v provincii Anbár s cílem dobýt město al-Qa'im na syrsko–irácké hranici.

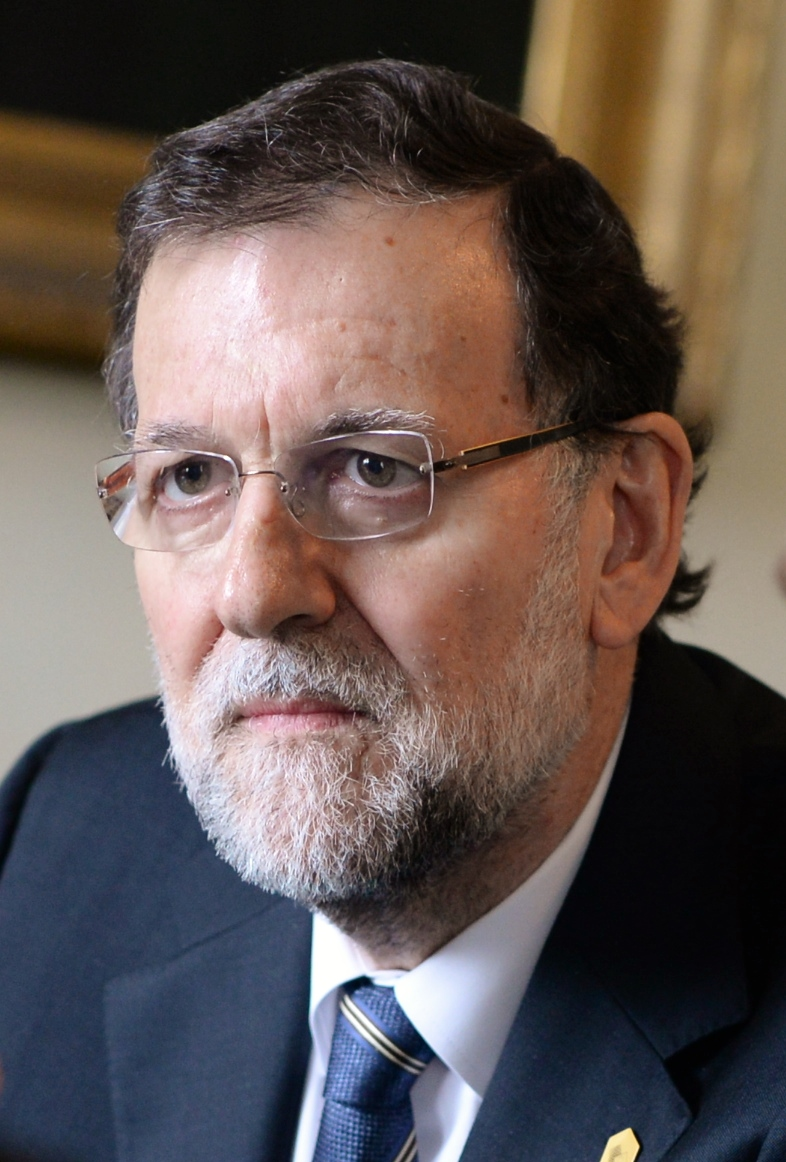
Mariano Rajoy

 Desetitisíce lidí protestovaly v Barceloně proti policejním raziím v úřadovnách katalánské autonomní vlády. Španělský premiér Mariano Rajoy vyzval ke klidu, dodržování zákona a okamžitému ukončení příprav referenda o katalánské nezávislosti.
22. září – pátek
 Desetitisíce lidí byly evakuovány kvůli hrozbě protržení přehrady Guajataca na ostrově Portoriko, kde si Hurikán Maria vyžádal nejméně 15 mrtvých.
 Několik tisíc lidí demonstrovalo v brazilském São Paulu a Riu de Janeiro proti rozsudku federálního soudu, podle něhož může být homosexualita léčena jako nemoc.
 Rada bezpečnosti OSN varovala před prohloubením destabilizace Blízkého východu způsobenou konáním referenda o nezávislosti Iráckého Kurdistánu.
 Izraelské vojenské letectvo opětovně zaútočilo na údajná vojenská zařízení v syrském hlavním městě Damašku.
 Londýnský dopravně–regulační úřad neobnovil licenci taxíkářské společnosti Uber.
23. září – sobota
 Zemětřesení o síle 6,2 stupně Richterovy stupnice zasáhlo mexický stát Oaxaca. Otřesy byly citelné také v centrální části země již dříve zasažené zemětřesením, které si vyžádalo téměř 300 mrtvých.
 Španělské četnictvo převzalo přímou kontrolu nad katalánskou policií a do regionu byly vyslány tisíce policistů z jiných částí země s cílem zabránit konání referenda vyhlášenému na 1. října.
24. září – neděle
 V parlamentních volbách v Německu zvítězila Křesťanskodemokratická unie vedená Angelou Merkelovou, jako druhá skončila Sociálnědemokratická strana a třetí Alternativa pro Německo.
25. září – pondělí
 Skupina konzervativních katolických teologů vyzvala papeže Františka k odvolání kacířských postojů k rozvedeným katolíkům zveřejněných v dokumentu Amoris laetitia.
 Obyvatelé Iráckého Kurdistánu hlasují v nezávazném referendu o nezávislosti na Iráku.
 Japonský premiér Šinzó Abe vyhlásil předčasné volby.
 Na následky zranění způsobeného pádem z Karlova mostu zemřel ve věku 80 let český herec Jan Tříska (na obrázku).
 Čeští paleontologové popsali nový druh dinosaura Burianosaurus augustai na základě nálezu pozůstatku poblíž obce Mezholezy na Kutnohorsku.
 Parlamentní volby v Německu 2017: Frauke Petryová, šéfka strany Alternativa pro Německo, oznámila, že jako poslankyně Bundestagu nebude součástí poslaneckého klubu této strany.
26. září – úterý
 Ve věku 88 let zemřela Květa Fialová (na obrázku), česká filmová, divadelní a televizní herečka.
 Saúdský král Salmán vydal dekret povolující ženám řídit automobil.
 Palestinský útočník zastřelil tři příslušníky ochranky izraelské osady Har Adar.
27. září – středa
 Ve věku 91 let zemřel Hugh Hefner (na obrázku), zakladatel a vydavatel Playboye.
 Ruský prezident Vladimir Putin oznámil, že země dokončila likvidaci svého arzenálu chemických zbraní.
 Ve věku 90 let zemřela česká cembalistka Zuzana Růžičková.
 Mexická drogová válka: Nejméně 14 lidí bylo zabito při útoku skupiny ozbrojenců na centrum pro léčbu drogově závislých v mexickém městě Chihuahua.
 Bývalá thajská premiérka Jinglak Šinavatrová byla v nepřítomnosti odsouzena k pětiletému trestu odnětí svobody.
 Desetitisíce lidí byly evakuovány kvůli výbuchu muničního skladu u města Kalynivka ve Vinnycké oblasti na západní Ukrajině.
29. září – pátek
 Spojené státy americké stáhly z kubánské Havany většinu diplomatického personálu poté, co se americká ambasáda stala terčem opakovaných „sonických útoků“.
 Letecké společnosti přerušily většinu leteckých spojení do měst Arbíl a Sulajmáníja v Iráckého Kurdistánu.
 Z okolí balijské sopky Agung, hrozící erupcí, bylo evakuováno na 135 000 lidí.
 Nejméně 22 lidí bylo zabito při tlačenici ve vlakové stanici indickém městě Bombaj.
 Ve věku 81 let zemřela někdejší ruská olympijská vítězka v krasobruslení sportovních dvojic Ljudmila Bělousovová.